# Puiseux-en-Bray
Puiseux-en-Bray is een gemeente in het Franse departement Oise (regio Hauts-de-France) en telt 339 inwoners (1999). De plaats maakt deel uit van het arrondissement Beauvais.

## Geografie
De oppervlakte van Puiseux-en-Bray bedraagt 7,9 km², de bevolkingsdichtheid is 42,9 inwoners per km².
De onderstaande kaart toont de ligging van Puiseux-en-Bray met de belangrijkste infrastructuur en aangrenzende gemeenten.

## Demografie
Onderstaande figuur toont het verloop van het inwonertal (bron: INSEE-tellingen).